# ثبيرة شمبري
ثبيرة شمبري (الاسم العلمي:Acokanthera schimperi) هي نوع نباتي يتبع جنس الثبيرة من فصيلة الدفلية.